# Kotlina

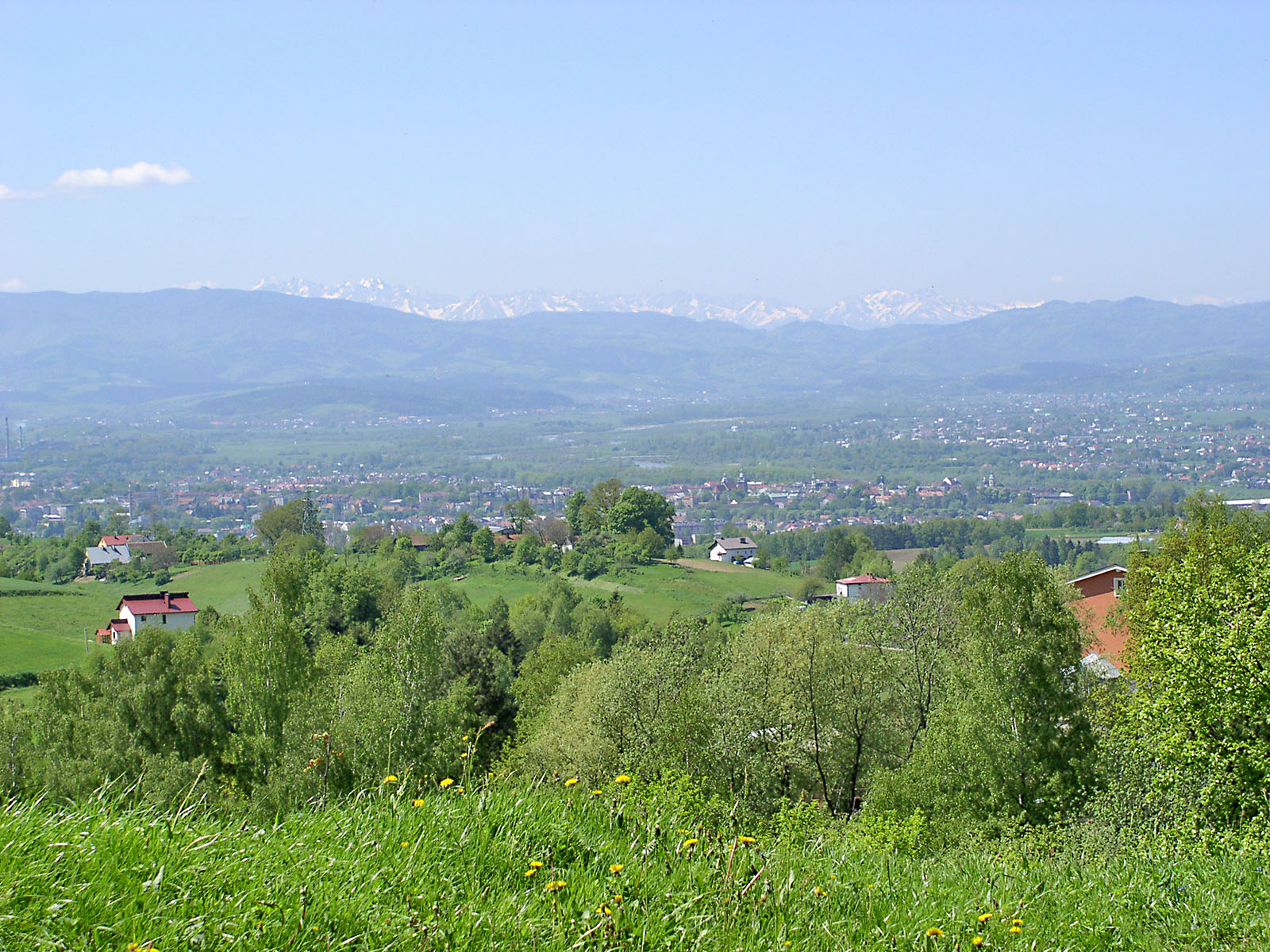
Kotlina Sądecka

Kotlina – rozległa, niezbyt mocno wydłużona, wklęsła forma terenu, ze wszystkich stron otoczona wzniesieniami. Może być w postaci zamkniętej (bezodpływowej) lub otwartej. Kotliny powstają na skutek ruchów górotwórczych (czyli orogenezy) lub w wyniku erozji.
Kotliny dzielą się między innymi na: denudacyjne, erozyjne, wulkaniczne i zapadliskowe. Kotliny na dnie oceanów nazywane są basenami.